# Tu Metes Nojo
Tu Metes Nojo foi uma banda portuguesa de impacto local, oriunda de Coimbra e praticante de um estilo musical insólito, designado Hard Nojo. Durante a segunda metade dos anos noventa, ganharam renome ao terem sido expulsos do palco principal das Festa das Latas da Academia de Coimbra. Dois dos seus membros (Bruhn e Tó Douglas) continuaram a carreira musical nas bandas Sean Riley & The Slowriders e d3ö. 

## Informações Gerais
- Origem: Coimbra, Portugal
- Género: Hard Nojo
- Período de atividade: 1994-2005
- Editora: Pexota Records
- Membros:
- Voz: Xano Maxi Lino
- Guitarra: António Suzete Estículos aka Tó Douglas
- Baixo: Óscar Alhinho aka Bruhn
- Bateria: Miraldinho Pro aka Miguel Fonseca Galhão aka Jim Morrison
- Mentor: Zé Guru (membro honorário)
- Membro Nojentis Causa: Papa João Paulo II

## História
Os Too Metes Nojo surgiram em 1994 em Coimbra, no seio de uma das várias movidas musicais que atingiram a cidade durante o final dos anos oitenta e década de noventa. Podem considerar-se antecessores os grupos conimbricenses Objectos Perdidos ou M’as Foice, principalmente ao nível performático, no entanto a banda nasceu da onda punkbilly que alastrou em Coimbra devido ao culto em redor dos Tédio Boys. No início, os membros do combo ainda por formar não passavam de groupies da banda rockabilly Tom Kat. Em fevereiro de 1994, este grupo foi convidado para um festival de música moderna em S. Martinho do Bispo, nos arredores da cidade, um evento que também juntava os Vícius Corruptus e os Bispos Boémios. Entusiasmados com o fervor arruaceiro dos seus groupies, os Tom Kat desafiaram alguns deles a montarem uma banda no próprio dia do evento, convencendo a organização a inseri-la no cartaz de modo imprevisto, prescindindo de meia hora do seu tempo em palco para que o grupo subisse à ribalta.
Quatro destes groupies (Lino, Tó Douglas, Bruhn e Miraldinho Pro), bastante influenciados pelo movimento hardcore punk que grassava em simultâneo nos concertos do Centro Popular dos Trabalhadores de Celas (CPTC), aceitaram o desafio. Os espetáculos no Bairro de Celas, organizados pela produtora Arame Farpado, apresentavam com regularidade bandas oriundas do underground português e local, tais como Subcaos, X-Acto, Inkisição, Gato Morto, Foragidos da Placenta, Hud Sabão, DK Hard Jazz, Katacumba ou Toomates Noise. Foi na senda desta última banda, praticante de música rápida e engajada, que os Too Metes Nojo engendraram o trocadilho irónico do seu nome, na sequência de uma advertência enraivecida de um funcionário do Bingo da AAC/OAF, reciclada pelo espírito agitprop do mistagogo Zé Guru. 
Na tarde do próprio dia do concerto inaugural, os Too Metes Nojo realizaram o seu primeiro ensaio na Rua do Brasil, no sótão da residência materna do fotógrafo André Cepeda, compondo “músicas” denominadas “Circuncizado”, “Nigger Pólo Aquático”, “São Cipriano”, “Deus flutua num rio de sangue” e o famosíssimo “Autocarro das 7”. Assim, inventaram um género musical único e irrepetível, ao qual sempre se mostraram fiéis – o Hard Nojo, sob o eterno lema “Only Tu Metes Nojo is pure Hard Nojo”. O concerto inicial dos Too Metes Nojo revelou-se um sucesso inesperado, levando o público a moshar impiedosamente. Apesar de inconcebível, talvez um dos aspetos que contribuiu para o êxito da banda foi a sua indumentária sempre peculiar, incluindo a curiosidade de todos os membros, durante as atuações, envergarem toucas de polo aquático (desporto praticado por todos à exceção do baterista). 
O mito em redor dos Too Metes Nojo adensou-se logo no segundo espetáculo, dois meses após a estreia. Ao serem convidados pela Associação de Estudantes da Escola Secundária Quinta das Flores para um concerto, o estabelecimento de ensino foi invadido pelas hordas punk rock e rockabilly dos vários liceus de Coimbra, o que levou o Diretor do Conselho Diretivo a subir ao palco e desligar os amplificadores em plena atuação, visando impedir o mega-mosh que se instalara aquando da interpretação do tema Grindcore “Autocarro das 7”, hit instantâneo que entretanto já se tornara um hino à desobediência. A interrupção do concerto teve direito a discurso e repreensão: “Vão fazer essas danças para as discotecas, e levem esses cabelos em crista, botas da tropa e sapatos de sola alta de volta para as vossas escolas. Aqui não!”. Foi o início de um longo historial de concertos interrompidos e inacabados dos Too Metes Nojo. Ainda na primavera de 1994, aproveitando o hype entretanto avolumado, a banda, em conjunto com os Tom Kat, decide organizar um concerto no lendário CPTC. 
A tribo da cena alternativa conimbricense encontrava-se curiosa com o surgimento de uma banda que agitava o meio musical, mas que não se enquadrava em nenhum estilo particular – o que gerou uma das maiores enchentes na sala diminuta de Celas… Rockers, punks, góticos, porkabillys, os frequentadores mais assíduos da discoteca States: todos experimentaram a força repulsiva do Hard Nojo, num concerto verdadeiramente inclassificável, uma encenação musical ultra-provocatória, recheada de apontamentos nojentos e arremesso de legumes, sonoridades deploráveis que saltitavam entre o nonsense mais absurdo (“Façam uma banda para ter prejuízo”) e o puro mau gosto (“Música rápida implica violência”). Neste âmbito, destacou-se a sequência de temas trash “Mensagem (profundíssima, longuíssima, 13 minutos)”, “Mensagem 2 – O Regresso do Nojo” e “Mensagem 3 – O Papa contra-ataca”. As múltiplas variações da “Mensagem” (na verdade uma breve homenagem ao tema "You Suffer” dos Napalm Death) tornaram-se imagem de marca da banda, passando a integrar o alinhamento de todos os concertos. Quanto ao  tradicional arremesso de legumes, deveu-se ao escárnio dirigido ao fundamentalismo vegetariano Straight edge cultivado pela fação Punk Hardcore, chacota consubstanciada no aviso de Xano Maxi Lino à audiência: “Comam verdura para ficar com a piça dura!". Em consequência, o público, completamente enojado, ripostou com fortes apupos, tendo alcançando a posteridade as seguintes bocas escolhidas: “Fascista!” (23x, Afonso Pinto dos The Parkinsons), “Vai dar banho ao cão!” (Bebé, das Voodoo Dolls), “Cala-te ó peixeira” (Anónimo), “Marco Paulo!” (Abreu, groupie dos Tédio Boys), “O vocalista tem uma dicção horrível” (Laurie Anderson, desempregada). Conseguindo manter-se incólumes durante 27 minutos (fora os banhos de cerveja), os Too Metes Nojo foram finalmente banidos de cena, numa invasão de palco espontânea e repressiva dos espetadores indignados, liderados pela moicana implacável do Mota, vocalista dos Toomates Noise.  
Ainda em 1994, seguiu-se a única atuação além-Coimbra dos Too Metes Nojo, no Cine-Teatro da Fuzeta, Algarve, a convite de Ramon Contreras, Psychobilly de gema. Este concerto, igualmente impresso nos anais do Nojo, desenrolou-se nos pressupostos anteriores, marcando o fim do ciclo iniciático da banda, visto que se tratou do derradeiro espetáculo no qual o grupo utilizou o nome original, alterado posteriormente para Tu Metes Nojo. Na avaliação deste evento, destacou-se o técnico de som da banda Iris (banda de Portugal), que, no final do concerto, apesar da delirante cover que os TMN engendraram para o mítico tema Surfin' Bird (Surfin’Ruben), teve o seguinte desabafo: “Que desgraça! O melhor P.A. do Algarve desperdiçado com estes fedelhos que não tocam a ponta de um corno!”. 
Após um ano de interregno, a banda regressou ao ativo ao ser selecionada para um concurso de música moderna organizado pela Rádio Universidade de Coimbra, que montou uma tenda gigante para o efeito na Praça da República. Já absorvidos pelas fações punk e rockabilly da cidade, este concerto marcou uma viragem significativa no público-alvo da estética Hard Nojo: a comunidade estudantil universitária e o seu obsoleto Código da Praxe. Tratou-se de um concerto bastante intenso no plano performático, que serviu principalmente para integrar os Tu Metes Nojo no circuito dos eventos organizados pela RUC, uma rádio instrumentalizada pela banda no intuito de alcançar as massas alternativas conimbricenses, nomeadamente as que rumavam ao fabuloso espaço da Cave das Químicas. 
Foi aí, em novembro de 1996, que os Tu Metes Nojo interpretaram a primeira versão do tema choque “Violador”, inspirado nos estupros que assolaram a população estudantil. Após o concerto na Praça da República, mais brando e virado para a comédia (com temas-gag como “Raspadinha” ou “Massacre aos vossos ouvidos”), na Cave das Químicas os Tu Metes Nojo passaram finalmente ao ataque, apresentando um tema no qual o vocalista Xano Maxi Lino, no seu estilo carismático digno de um Jello Biafra, se assumia como o verdadeiro violador de estudantes universitárias. Entre outras palhaçadas relevantes, destacaram-se por igual a movimentação surf em cima de uma tábua de engomar, a leitura amplificada e pormenorizada de panfletos dos hipermercados Continente, e, claro, o velho truque do nudismo em palco. Num ápice, o tema “Violador”, um blues distorcido mesclado num spoken word demente, atingiu o nº1 do Top Santos da Casa, programa da RUC dedicado exclusivamente ao rock nacional. Desta forma, após uma outra atuação no palco secundário da Queima das Fitas, na qual interpretaram uma segunda versão do “Violador” cada vez mais abrasiva relativamente ao Código da Praxe, chegou o momento fulcral na história dos Tu Metes Nojo: a legendária atuação na Festa das Latas de 1997, juntamente com Ruth Marlene e Quim Barreiros, evento que catapultou os Tu Metes Nojo para as repercussões perniciosas da fama. 
Ainda hoje proliferam versões contraditórias sobre como foi possível a Comissão da DG/AAC ter escolhido os Tu Metes Nojo para animar a noite do cortejo da Latada de 1997: terá sido simplesmente um erro de casting? Será que os membros da Direção-Geral pretendiam dar oportunidade aos Tu Metes Nojo para se tornarem celebridades da música Pimba? Haveria alguma toupeira afeta ao Hard Nojo infiltrada na Comissão? Não seria evidente que os Tu Metes Nojo representavam um belíssimo cagalhão embrulhado? Teorias da conspiração à parte, a verdade é que, uma semana antes do evento e já com o cartaz divulgado, a Comissão da Latada convocou a banda para uma reunião informal. Nesse encontro, os Tu Metes Nojo foram informados que, pese embora o verdadeiro criminoso já tivesse sido detido, não seria permitida a interpretação do tema “Violador” devido ao conteúdo ofensivo relativamente às estudantes violadas. Finda a reunião, os membros dos TMN não queriam acreditar no ensejo: finalmente poderiam experimentar o Hard Nojo em grande escala, na razão mais profunda da sua existência – obter a máxima repugnância dos espetadores, levando-os a contemplar o asco da sua própria imagem enxovalhada.
Foi assim que a banda providenciou um raríssimo ensaio de garagem antes do concerto no palco principal da Latada, preparando um set poderosíssimo, destinado a colocar à prova a paciência e/ou a má-fé tanto do público estudantil como dos dirigentes associativos. A aposta interna dos membros da banda consistia, pura e simplesmente, em testar o tempo máximo que conseguiriam atuar sem ter o som cortado. Para isso, criaram uma versão do “Violador” ainda mais hostil para com o Código da Praxe e ultrajante q.b. em relação à cantora Ruth Marlene. Além do novo “Violador III”, obviamente selecionado para tema de abertura, foram “compostos” temas originais tais como “Goodbye English Cow (Homenagem à Princesa Diana)”, “José Cid em ácidos”, “Big Show Nojo (Medley)”, “Vamos todos aderir ao Plano Poupança Bacalhau” ou o tão aguardado “Quem nunca foi pedófilo que atire a primeira batata”.   
Foram precisamente os 13 minutos do “Violador III” que marcaram a duração do espetáculo dos Tu Metes Nojo, que, de facto, tiveram o som cortado após a interpretação super-agressiva da primeira música, perante milhares de estudantes ofendidos abarrotando o Pavilhão do Estádio Universitário. A banda recusou abandonar o palco, tendo sido alvo da empresa de segurança do evento, que efetuou o seu trabalho “meramente académico”: dois biqueiros no Miraldinho Pro, um par de estaladões em Bruhn, uma chave de braços em Tó Douglas e um tratamento especial a Xano Maxi Lino, para quem foram necessárias três bisarmas no intuito de o retirar “ao colo” da plataforma de atuação. Antes disso, os Tu Metes Nojo lograram completar algumas palhaçadas, designadamente: o arremesso da cabeça suína Zé Porko (mascote simbólica da banda) à estudantada; a invasão de palco dos groupies Nojo (Nela Mai'Nada, Pedro Tetas Teixeira e Luís McDolls Peres) fintando a equipa de segurança num hilariante jogo da apanhada; a exibição à audiência do valente pénis murcho de Bruhn; e ainda a tão pertinente cuzada de Tó Douglas (alegadamente o verdadeiro líder da banda), lembrando as atitudes semelhantes da “geração rasca” nas contestações em frente ao Ministério da Educação.
Já nos bastidores, após a expulsão dos Tu Metes Nojo, gerou-se uma confusão de proporções bíblicas. Os meios de comunicação social foram impedidos de esmiuçar o acontecimento, visto que a organização tentava abafar a palavra “censura” da boca dos jornalistas que testemunharam a forma violenta como os elementos da banda foram escorraçados de cena, quais criminosos. Os ânimos estavam ao rubro, toda a gente discutia entre si, havendo mesmo responsáveis do evento em desacordo com o término do concerto indicado pelos dirigentes associativos. Durante a balbúrdia, Xano conseguiu esgueirar-se de regresso ao palco, sendo de novo capturado pelos mastodontes da segurança, que o enfiaram numa sala junto aos camarins para o espancar, situação debelada pelos profissionais de imprensa que auxiliaram o vocalista. 
Rui Ferreira, presidente da Rádio Universidade de Coimbra, proferiu as seguintes palavras aos microfones da estação: “O fascismo chegou à Academia, e o maior fascista chama-se António Silva, presidente da Associação Académica de Coimbra”. Em resposta, o representante máximo dos estudantes universitários, em jeito de comício, subiu ao palanque para acalmar as hostes que gritavam efusivamente: “Tu Metes Nojo! Tu Metes Nojo! Tu Metes Nojo!”. Dirigindo-se às massas, talvez inspirado nos discursos inconsequentes declamados nas manifestações anti-propinas junto à Assembleia da República, António Silva, pese embora a sua ligeira gaguez, não podia ser mais claro na sua sentença: “Ó-Ó-Ó-Ó Ó pessoal! Ó pessoal! O espetáculo dos Tu Metes nojo acabou, por falta de qualidade. Vai continuar o espetáculo para a Academia, feito por Academia! Foi dada a oportunidade a um grupo de Coimbra tocar; tocou mal, portou-se mal… A continuação é nossa, a noite é nossa, é da Academia, viva a Academia de Coimbra!”. E a noite lá prosseguiu, com Ruth Marlene e Quim Barreiros a animar a estudantada. 
A partir daqui a história dos Tu Metes Nojo resume-se à glória no star system alternativo conimbricense. Imediatamente considerados enfants terribles no meio musical da cidade, enveredaram pela gravação do mega-tema “Lição de Moral” nos Estúdios Clic, com produção de Gonçalo Rui. Inspirada na estrutura abrangente do famoso “Coca-Cola Billy” dos M’as Foice, “Lição de Moral” consiste numa epopeia musical de oito minutos que denuncia as hipocrisias do meio universitário, ao mesmo tempo que se assume como paródia sarcástica a outros grupos de Coimbra (One Love Family, Belle Chase Hotel, Tédio Boys, etc). Entre múltiplos detalhes e referências, destaca-se a paradigmática frase final: “Desta porcaria toda sabem o que é que eu acho?  A torre da universidade devia vir abaixo!”. 
Na sequência da gravação deste tema, a banda fundou a editora Pexota Records, dando à luz aquele que foi o seu maior sucesso comercial (500 cópias vendidas numa semana) – o CD pirata “Lição de Moral”, contendo, além do tema homónimo, a primeira versão do “Violador” apresentada ao vivo na Cave das Químicas em 1996, e o celebérrimo “Violador III“ com a respetiva emissão da RUC da noite de concertos da Latada 97. A edição integra ainda uma das várias versões do “Autocarro das 7” e também a genial “Rave Nojenta”, um tema produzido por Miraldinho Pro, que samplou a gaguez de António Silva (Ó-Ó-Ó-Ó Ó pessoal! Ó pessoal!), devidamente misturada num refrão eletrónico. Saliente-se que “Rave Nojenta” amadureceu com o tempo, constituindo atualmente uma das faixas favoritas do DJ A boy named Sue. A edição de “Lição de Moral” deu início à Peixe é Crime Tour dos Tu Metes Nojo, com concertos em variados espaços da cidade, incluindo o regresso triunfante ao mítico CPTC, a atuação no Pitch Club (no qual Xano convenceu duas jovens porcógoticas a espetarem um linguadão em palco durante o tema “O que é o amor?”), no Jardim da Sereia (onde Bruhn abafou um microfone Shure aos técnicos de som hippies da Lousã, filhos de Satã) e no Contraste Bar em Ceira (onde foi interpretado o tema "Polícia a cavalo", dedicado a todos os heroinómanos deste mundo e do outro).
Após o sucesso desta tournée, os Tu Metes Nojo voltaram aos Estúdios Clic para gravar o seu segundo CD pela Pexota Records, o tão acarinhado “À Papo Seco”, alvo de uma produção mais rebuscada e com a participação do saxofonista Pedro Balhau (não confundir com o acidentalista Pedro Calhau, que, por puro acaso, também toca saxofone), o rapper Mário MC e o Grupo Coral da Praça da República. Este CD oficial inclui os temas “Stick Stick”, “O Rei vai broas”, “Zé Manel Tai Tai”, “(O nosso) Passatempo” e o emblemático “Hino Nojento (solo AC/CD)”. Durante este período de captações, o baterista Miraldinho Pro decidiu mudar o seu nome artístico para Jim Morrison.
Seguidamente à gravação do álbum, iniciou-se a Leitada Tour, na qual se destaca, sem sombra de dúvida, o espetáculo dos Tu Metes Nojo na discoteca Via Latina, onde a banda teve de novo o som cortado ao abrir para os espanhóis Gothik Sex, interrupção exigida pela audiência após Xano ter questionado vários espetadores: “És gótico ou és totó?”. Nuestros hermanos vampiros solicitaram igualmente o interregno da atuação, devido a Xano se ter dirigido em palco à obesidade (mórbida) da baterista Lady Gothic nos seguintes termos: “Salven las ballenas!”. Sublinhe-se que, até hoje, os TMN não entendem a indignação dos Gothik Sex, uma vez que a balofa Lady Gothik, durante o sound check, partiu o banco da bateria com o seu peso, obrigando Jim Morrison a tocar de pé. Em consequência dos factos acima descritos, o frontman Lord Gothik, no final do evento, desafiou Xano Maxi Lino para um duelo de vocalista contra vocalista.
Outros concertos marcantes desta Leitada Tour ocorreram no Le Son (onde os Mata-Ratos recusaram tocar após os TMN, preferindo realizar a primeira parte do espetáculo), Pólo II (onde, a convite do DEI/UC, grande parte do evento consistiu na vandalização de equipamento informático em palco), Festival Santos da Casa  no Mini-Auditório Salgado Zenha (onde foi interpretada a "Missa Nazi" inspirada em António de Oliveira Salazar) e, em formato de Ópera Rock, no Café Santa Cruz (onde Jim Morrison foi eleito Galã da Banda por sufrágio in loco aos espetadores).
No anos seguintes, na sequência do jantar Natal dos Ossos – aberto à comunidade freak – registou-se o hábito da banda entrar em estúdio durante as quadras natalícias (Estúdios Clic, Attic Studio), reuniões que ficaram conhecidas como Nojo Sessions, e das quais resultaram músicas como “Cowboy Americano”, “Puta na Passadeira” ou a cover do bluesman Paul "Wine" Jones “My Baby Got Drunk (featuring Cazuza)”, temas hoje em dia considerados perdidos.
A derradeira aparição dos Tu Metes Nojo ocorreu em maio de 2005, imediatamente após a morte do Papa João Paulo II: a banda cumpriu a promessa, feita desde o primeiro dia da sua formação, de terminar a existência aquando do desaparecimento daquele líder religioso. Tratou-se de um espetáculo de apoteose e desagravo, visto que o grupo se encontrava proibido de atuar em eventos académicos. No entanto, a convite do produtor Hugo Ferreira, responsável pelo Palco RUC da Queima das Fitas 2005, a última aparição de sempre dos TMN incluiu os temas de maior sucesso da carreira da banda, e alguns especialmente criados para a momento, tais como “Templo do Amor na Moviflor (The Sisters of Mercy Temple of Love Tribute)”, “Rottweiler (Bento Mix)” ou “Pedro Abrunhosa é Drácula (Bauhaus Bela Lugosi's Dead Bonus Track)”.
De entre todas as inenarráveis situações deste concerto (editado para a posteridade em DVD, disponível na plataforma YouTube), de referir que, infelizmente, a banda descartou a performance Nojo “Assar petinga em palco” por puro esquecimento. Com todo o material preparado nas laterais, ou seja, um maçarico e dois quilos de petinga que seriam pendurados nas varetas de um velho guarda-chuva (onde a petinga ficaria crestada como num espeto), os TMN distraíram-se com a participação especial do performer GOD VAKA e, já na parte final do espetáculo, com a minúcia do tema terminal “Eutanásia Mix (Hino Nojento)”. Por outro lado, no plano destes breves apontamentos Nojo ao vivo, a banda assume que, de forma semelhante, também nunca cumpriu uma das suas ideias originais: a sempre adiada performance “Pito no bombo”, que consistiria em colocar um pito no bombo da bateria de Miraldinho Pro, torturando o pequeno frango até à morte com o ritmo crescente do pedal duplo do tambor. Lamentavelmente, esta performance nunca chegou a ser executada devido aos laivos conscienciosos do baterista, o qual, desde o primeiro instante em que a ideia surgiu, não alterou a sua postura, considerando tratar-se de uma “brincadeira estúpida” (rumor).
Já em 2020, a banda garage punk The Dirty Coal Train editou uma cover do tema original dos TMN "Autocarro das 7", incluída no álbum "IP3".

## Discografia
- Kiss My Vómito (1995, K7, Pexota Records)
- Lição de Moral (1998, CD, Pexota Records)
- À Papo Seco (2000, CD, Pexota Records)
- Kiss My Vómito: Last Nojo on Earth (2008, Live DVD, Pexota Records)

## Ligações Externas
- Emissão Rádio Universidade de Coimbra, expulsão de palco na noite da Latada
- Blogspot do programa radiofónico Santos da Casa
- Página dos Tu Metes Nojo no MySpace
- Temas de Tu Metes Nojo na last.fm

1. 1 2  Black Rider (Blogger), Blogspot «sanguenanavalha» com referência às atuações dos Tu Metes Nojo no CPTC  Consultado em 23 de outubro de 2021
2. ↑  Jegundo, André, Artigo do Jornal Público c/referência ao CD "Lição de Moral" e à expulsão de palco na Latada 97  Consultado em 23 de outubro de 2021
3. ↑  Jegundo, André, Artigo do Jornal Público c/referência ao CD "Lição de Moral" e à expulsão de palco na Latada 97  Consultado em 23 de outubro de 2021
4. ↑   Almeida Martins, Pedro Emanuel, «A garagem onde nasci»: A cena musical rock de Coimbra nos anos 90,, Dissertação de Mestrado em Sociologia, pp 72 e 104 (Entrevista 1), Estudo Geral/Universidade de Coimbra, 2013. Consultado em 23 de outubro de 2021
5. ↑  Almeida Martins, Pedro Emanuel, «A garagem onde nasci»: A cena musical rock de Coimbra nos anos 90,, Dissertação de Mestrado em Sociologia, pp 72 e 104 (Entrevista 1), Estudo Geral/Universidade de Coimbra, 2013. Consultado em 23 de outubro de 2021